# Semiramis
Semíramis es el nombre del barco griego que, bajo pabellón de Liberia (alguno de los repatriados, al vislumbrar esa bandera a través de los barrotes del vagón de ganado que les conducía al puerto, pensaron que era la bandera estadounidense, de la que solo difiere en el número de estrellas), había sido fletado por la Cruz Roja francesa y que el viernes 2 de abril de 1954, transportó hasta Barcelona desde el puerto de Odesa a 219 hombres de la División Azul, 7 de la Legión Azul, 21 de las SS y un aviador que permanecían como prisioneros de guerra en la Unión Soviética. En ese buque también se repatriaron 19 marinos de las dotaciones de la marina mercante al servicio de la Segunda República durante la Guerra Civil que fueron confinadas por las autoridades soviéticas en 1939 y 12 pilotos de la Aviación de la República a quienes el final de la GCE había sorprendido en la escuela de vuelo de Kirovabad (actualmente en la República de Azerbaiyán) y que por diferentes circunstancias acabaron también en el GULAG a partir de 1941; y cuatro "niños de la Guerra".
El buque atraca a las 5:35 horas de la tarde. Dan la bienvenida a los repatriados el ministro de la Secretaría General del Movimiento Raimundo Fernández Cuesta y el del Ejército Agustín Muñoz Grandes, a quienes acompaña el Delegado Nacional de Sanidad Agustín Aznar. En la basílica de La Merced se celebra una ceremonia de acción de gracias. El arzobispo-obispo de Barcelona, Mons. Gregorio Modrego y Casaús, preside la ceremonia.